# Haider Ali (Cricketspieler)
Haider Ali (Urdu حیدر علی; * 2. Oktober 2001 in Attock, Pakistan) ist ein pakistanischer Cricketspieler, der seit 2020 für die pakistanische Nationalmannschaft spielt.

## Kindheit und Ausbildung
Ali war Teil des pakistanischen Teams bei der ICC U19-Cricket-Weltmeisterschaft 2020.

## Aktive Karriere
Im Sommer 2020 wurde er für die Twenty20-Serie in England nominiert und erzielte dabei ein Half-Century über 54 Runs. Im November absolvierte er bei der Tour gegen Simbabwe sein ODI-Debüt. In der Twenty20-Serie der Tour erzielte er ein weiteres Fifty über 66* Runs und wurde als Spieler des Spiels ausgezeichnet. Jedoch nahm nach diesem guten Beginn seine Leistung deutlich ab. Während der Pakistan Super League 2021 wurde der kurz vor dem Finale suspendiert, da er die Quarantäne-Regeln missachtet hatte. Kurz darauf verlor er, da seine Leistungen in den Monaten  zuvor nicht überzeugten, seinen Vertrag mit dem pakistanischen Verband. Daraufhin konnte er jedoch bei der National T-20 Cup 2021/22 so überzeugen, dass er dennoch in den Kader für den ICC Men’s T20 World Cup 2021 aufgenommen wurde. Jedoch kam er dort nicht zum Einsatz. Im Dezember konnte er dann gegen die West Indies ein Fifty über 68 Runs erreichen und wurde als Spieler des Spiels ausgezeichnet. Im Sommer erhielt er dann wieder einen Vertrag mit dem Verband. Beim ICC Men’s T20 World Cup 2022 stand er erneut im Kader, musste jedoch kurz vorher aufgrund einer Lungenentzündung ins Krankenhaus. Beim Turnier absolvierte er dann zwei Spiele, die jeweils verloren wurden und er nicht überzeugen konnte. Dennoch erreichte das Team später das Finale.